# Carib Beer Cup 2002/03
Der Carib Beer Cup 2002/03 war die 37. Saison des nationalen First-Class-Cricket-Wettbewerbes in den West Indies und wurde vom 31. Januar bis zum 6. April 2003 ausgetragen. Gewinner des Wettbewerbes war Barbados.

## Format
Die acht Mannschaften spielten in einer Gruppe gegen jedes andere Team jeweils zwei Mal. Für einen Sieg gibt es 12 Punkte, für eine Niederlage nach Führung nach dem ersten Innings vier Punkte, für einen Sieg nach dem ersten Innings bei einem Remis 6 Punkte, für eine Niederlage  nach dem ersten Innings bei einem Remis 6 Punkte, für eine Absage oder keine Entscheidung im ersten Innings 4 Punkte. Der Tabellenführende nach der Gruppenphase ist der Gewinner des Wettbewerbes. Die vier Erstplatzierten der Gruppe spielten in Halbfinale und Finale den Gewinner des Wettbewerbes aus.

## Resultate

### Gruppenphase
Tabelle
Am Ende der Saison nahm die Tabelle die folgende Gestalt an.
| Team                | Sp. | S | N | R | LWF | DWF | DLF | ND | Ded | Punkte |
| ------------------- | --- | - | - | - | --- | --- | --- | -- | --- | ------ |
| Barbados            | 7   | 5 | 0 | 0 | 0   | 2   | 0   | 0  | 0   | 72     |
| Guyana              | 7   | 2 | 0 | 0 | 0   | 3   | 2   | 0  | 0   | 48     |
| Trinidad und Tobago | 7   | 3 | 2 | 0 | 1   | 0   | 1   | 0  | 0   | 43     |
| Jamaika             | 7   | 2 | 1 | 0 | 1   | 2   | 1   | 0  | 0   | 43     |
| Indien A            | 7   | 2 | 2 | 0 | 0   | 1   | 2   | 0  | 0   | 36     |
| Leeward Islands     | 7   | 2 | 2 | 0 | 1   | 0   | 2   | 0  | 0   | 34     |
| Windward Islands    | 7   | 2 | 4 | 0 | 0   | 1   | 0   | 0  | 0   | 30     |
| West Indies B       | 7   | 0 | 4 | 0 | 0   | 1   | 2   | 0  | 0   | 12     |

Sieg: 12 Punkte; Remis: 4 Punkte

## Halbfinale
Die Finalserie wurde als Carib Beer International Challenge 2002/03 vermarktet.
| 29. März – 1. April Scorecard | Albion | Jamaika 486-7d (180) & 78-5 (18) | – | Guyana 462 (149) |
|                               |        | Remis                            |   |                  |

| 29. – 31. März Scorecard | Bridgetown | Trinidad und Tobago 258 (93.1) & 104 (36.4) | – | Barbados 336 (100) & 30-1 (8.4) |
|                          |            | Barbados gewinnt mit 9 Wickets              |   |                                 |

## Finale
| 3. – 6. April Scorecard | Bridgetown | Barbados 369 (145) & 219 (66.5) | – | Jamaika 184 (68) & 35-3 (7.1) |
|                         |            | Barbados gewinnt mit 7 Wickets  |   |                               |